# Объекты культурного наследия Черняховского района Калининградской области
Объекты культурного наследия Черняховского района Калининградской области являются частью выявленных объектов
культурного наследия России. Перечень объектов составляет Правительство Калининградской области
Делятся объекты культурного наследия на три типа: федерального, регионального и местного значения
объекты культурного наследия регионального значения
| № в перечне | № пост. культурного наследия № 132 | Наименование объекта                                                                               | Датировка                                    | Адрес |
| ----------- | ---------------------------------- | -------------------------------------------------------------------------------------------------- | -------------------------------------------- | --- |
| 328         | 380                                | Здание школы                                                                                       | 1827 г.                                      | Черняховское городское поселение, г. Черняховск, ул. Гагарина, 26 |
| 329         | 382                                | Кирха (арх. Ф. Хайтманн)                                                                           | 1902-1904 гг.                                | Черняховское городское поселение, г. Черняховск, ул. Ленина, 17а |
| 330         | 385                                | Кирха (арх. Ф. Адлер)                                                                              | 1890 г.                                      | Черняховское городское поселение, г. Черняховск, ул. Пионерская, 20 |
| 331         | 386                                | Замок «Георгенбург»                                                                                | 1350 г.                                      | Черняховское городское поселение, г. Черняховск, ул. Центральная, 4 |
| 332         | 389                                | Обелиск в честь победы русских воинов в битве при Гросс-Егерсдорфе в 1757 году                     | 1957 г.                                      | Свободненское сельское поселение, пос. Междуречье, ул. Калининградская |
| 381         | 379                                | Комплекс зданий казарм: - казармы кавалерийского полка - пехотные казармы - артиллерийские казармы | 80-е гг., XIX в. 1887—1893 гг. 1892—1900 гг. | Черняховское городское поселение, г. Черняховск, ул. Гагарина. б/н |
| 382         | 387                                | Комплекс сооружений конезавода «Георгенбург»: — дом жилой — здание административное — конюшня      | 1828 г.                                      | Черняховское городское поселение г. Черняховск, ул. Центральная, 2 г. Черняховск, ул. Центральная, 12 г. Черняховск, ул. Центральная, 10 г. Черняховск, ул. Центральная, 10, литер Г |
| 383         | 388                                | Руины замка «Заалау»                                                                               | 1352 г.                                      | Каменское сельское поселение, пос. Каменское |
| 384         | 381                                | Вилла Брандес                                                                                      | 1894 г.                                      | Черняховское городское поселение, г. Черняховск, ул. Дачная, 10 |
| 385         | 383                                | Здание имперского банка                                                                            | 1899 г.                                      | Черняховское городское поселение, г. Черняховск., ул. Пионерская, 5 |
| 386         | 384                                | Здание немецкого банка                                                                             | Кон. XIX в.                                  | Черняховское городское поселение, г. Черняховск., ул. Пионерская, 7, 9 |

объекты культурного наследия местного значения
| № в перечне | Наименование объекта | Датировка                  | Адрес                                                               | Муниципальное образование        |
| ----------- | --- | -------------------------- | ------------------------------------------------------------------- | -------------------------------- |
| 470         | Памятная стела в честь советских разведчиков, погибших в районе города Инстербурга (ск. В. В. Моргунов, бронза, бетон)     | 1969 год                   | город Черняховск, улица Гагарина, 6, у здания школы                 | Черняховское городское поселение |
| 471         | Башня водонапорная | 1899 год                   | город Черняховск, улица Гагарина, 1                                 | Черняховское городское поселение |
| 472         | Здание ратуши | 1927 год                   | город Черняховск, улица Калинина, 4, 6                              | Черняховское городское поселение |
| 473         | Здание женской школы | 1872 год                   | город Черняховск, улица Калинина, 5                                 | Черняховское городское поселение |
| 474         | Здание гимназии | 1875 год                   | город Черняховск, улица Калинина, 7                                 | Черняховское городское поселение |
| 475         | Дом жилой | 1924 год                   | город Черняховск, улица Калинина, 10                                | Черняховское городское поселение |
| 476         | Дом жилой | конец XIX — начало XX века | город Черняховск, улица Калинина, 14                                | Черняховское городское поселение |
| 477         | Здание торговой школы | конец XIX — начало XX века | город Черняховск, улица Крупской, 15                                | Черняховское городское поселение |
| 478         | Здание школы | 1904 год                   | город Черняховск, улица Курчатова, 1, литеры А, Б                   | Черняховское городское поселение |
| 479         | Мост пешеходный «Горбатый»                                                                                                 | 1927 год                   | город Черняховск, 100 м от площади Ленина                           | Черняховское городское поселение |
| 480         | Здание почтамта | 1890 год                   | город Черняховск, улица Пионерская, 3                               | Черняховское городское поселение |
| 481         | Особняк | 1912 год                   | город Черняховск, улица Пионерская, 15                              | Черняховское городское поселение |
| 482         | Дом жилой | середина XIX века          | город Черняховск, улица Садовая, 18                                 | Черняховское городское поселение |
| 483         | Дом жилой | середина XIX века          | город Черняховск, улица Садовая, 21, 21а                            | Черняховское городское поселение |
| 484         | Дом жилой | середина XIX века          | город Черняховск, улица Советская, 1, 3, 5, 7, 9                    | Черняховское городское поселение |
| 485         | Мемориальный комплекс на братской могиле советских воинов, погибших при взятии города Инстербурга взятии 1945 года         | 1975 года                  | город Черняховск, улица Спортивная, в сквере                        | Черняховское городское поселение |
| 486         | Памятник погибшим в годы Первой мировой войны 1914—1918 годов                                                              | первая четверть XX века    | город Черняховск, улица Спортивная                                  | Черняховское городское поселение |
| 487         | Здание общественное | 1880 год                   | город Черняховск, площадь Театральная, 1                            | Черняховское городское поселение |
| 488         | Дом жилой | конец XIX века             | город Черняховск, улица Тельмана, 7                                 | Черняховское городское поселение |
| 489         | Здание спортивного зала гимназии                                                                                           | 1875 — 1876 годы           | город Черняховск, улица Тольятти, 6                                 | Черняховское городское поселение |
| 490         | Братская могила советских воинов, погибших в январе 1945 года                                                              | 1949 год                   | город Черняховск, улица Центральная, напротив замка «Георгенбург»   | Черняховское городское поселение |
| 491         | Братская могила советских воинов, погибших в январе 1945 года                                                              | 1949 год                   | город Черняховск, на пересечении улица Центральная — улица Скаковая | Черняховское городское поселение |
| 492         | Памятник дважды Герою Советского Союза генералу армии И. Д. Черняховскому (ск. Б. В. Едунов, арх. М. Д. Насекин)           | 1977 год                   | город Черняховск, площадь Черняховского                             | Черняховское городское поселение |
| 493         | Здание железнодорожного вокзала                                                                                            | 1860 год                   | город Черняховск, площадь Черняховского, 1                          | Черняховское городское поселение |
| 494         | Здание дирекции железнодорожного вокзала                                                                                   | 1860-е годы                | город Черняховск, площадь Черняховского, 3                          | Черняховское городское поселение |
| 495         | Башня водонапорная | конец XIX века             | город Черняховск, площадь Черняховского, 4                          | Черняховское городское поселение |
| 496         | Кирха | 1892 год                   | поселок Загорское, улица Октябрьская, 18                            | Калужское сельское поселение     |
| 497         | Братская могила советских воинов, погибших в январе 1945 года                                                              | 1950 год                   | поселок Загорское, улица Октябрьская, возле кирхи                   | Калужское сельское поселение     |
| 498         | Братская могила советских воинов, погибших в январе 1945 года                                                              | 1949 год                   | поселок Калиновка, улица Героев                                     | Калужское сельское поселение     |
| 499         | Захоронение немецких воинов, погибших в августе — сентябре 1914 года                                                       | 1914 год                   | поселок Калиновка, 500 метров северо-восточнее поселка              | Калужское сельское поселение     |
| 500         | Мемориальный комплекс на братской могиле советских воинов, погибших в январе 1945 года (арх. С. Н. Язвинский)              | 1950 год                   | поселок Калужское, улица Советская                                  | Калужское сельское поселение     |
| 501         | Кирха | 1873 год                   | поселок Привольное, улица Центральная, 45                           | Калужское сельское поселение     |
| 502         | Памятник погибшим в годы Первой мировой войны 1914—1918 годов                                                              | первая четверть XX века    | поселок Привольное, у дороги на кладбище                            | Калужское сельское поселение     |
| 503         | Братская могила советских воинов, погибших в январе 1945 года                                                              | 1949 год                   | поселок Щеглы, улица Школьная                                       | Калужское сельское поселение     |
| 504         | Кирха | 1773 год                   | поселок Глушково                                                    | Каменское сельское поселение     |
| 505         | Памятник погибшим в годы Первой мировой войны 1914—1918 годов                                                              | 1920 год                   | поселок Глушково                                                    | Каменское сельское поселение     |
| 506         | Кирха | 1892 год                   | поселок Гремячье, улица Центральная, 5а                             | Каменское сельское поселение     |
| 507         | Памятник погибшим в годы Первой мировой войны 1914—1918 годов                                                              | первая четверть XX века    | поселок Гремячье                                                    | Каменское сельское поселение     |
| 508         | Братская могила советских воинов, погибших в январе 1945 года                                                              | 1950 год                   | поселок Доваторовка, улица Центральная                              | Каменское сельское поселение     |
| 509         | Кирха | 1754 год                   | поселок Каменское                                                   | Каменское сельское поселение     |
| 510         | Братская могила советских воинов, погибших в январе 1945 года                                                              | 1949 год                   | поселок Каменское, улица Почтовая                                   | Каменское сельское поселение     |
| 511         | Комплекс сооружений конезавода                                                                                             | конец XIX — начало XX века | поселок Красная горка                                               | Каменское городское поселение    |
| 512         | Памятник на могиле радистки разведгруппы «Сокол» Тамары Васильевой                                                         | 1977 год                   | поселок Красная горка, 7 км от поселка                              | Каменское городское поселение    |
| 513         | Мемориальный комплекс на братской могиле советских воинов, погибших в январе 1945 года (арх. Ю. М. Флягин, Л. И. Сафонова) | 1948 год                   | поселок Бережковское, улица Калининградская                         | Свободненское сельское поселение |
| 514         | Памятник погибшим в годы Первой мировой войны 1914—1918 годов                                                              | 1919 год                   | поселок Вершинино                                                   | Свободненское сельское поселение |
| 515         | Кирха | 1746 год                   | поселок Володаровка                                                 | Свободненское сельское поселение |
| 516         | Кирха | 1889 год                   | поселок Зеленцово, улица Центральная                                | Свободненское сельское поселение |
| 517         | Братская могила советских воинов, погибших в январе 1945 года                                                              | 1949 год                   | поселок Краснополянское, улица Центральная                          | Свободненское сельское поселение |
| 518         | Руины кирхи | 1733 год                   | поселок Междуречье, улица Калининградская                           | Свободненское сельское поселение |
| 519         | Братская могила советских воинов, погибших в январе 1945 года                                                              | 1949 год                   | поселок Междуречье, улица Калининградская, 15                       | Свободненское сельское поселение |
| 520         | Братская могила советских воинов, погибших в январе 1945 года (арх. А. В. Марков, ск. М. Д. Дуниман)                       | 1985 год                   | поселок Свобода, улица Школьная                                     | Свободненское сельское поселение |
| 521         | Кирха | 1783 год                   | поселок Тельманово, улица Дачная, 2                                 | Свободненское сельское поселение |